# Éric Perez
Pour les articles homonymes, voir Perez.
Éric Perez est un metteur en scène d’opéra et chanteur français né le 15 novembre 1963 à Toulouse.

## Biographie

### Formation
Après des études d’histoire et une double formation théâtre et chant (Conservatoire de Toulouse puis Conservatoire de Cergy Pontoise  dans la classe d' Irène Jarsky), il privilégie le répertoire du théâtre musical et de la chanson française.
Il participe à la création d’un spectacle de Jean Gillibert autour de la chanson française à la Vieille Grille.
Il intègre la compagnie Opéra Éclaté et le Festival de Saint-Céré où il se forme à toutes les disciplines de la scène.

### Carrière
Depuis 1987, il apparait dans plus d'une quarantaine de productions avec des metteurs en scène comme Michel Fau, Régis Santon, Benjamin Moreau ou Olivier Desbordes.
En 2000, pour la création en France du Lac d’Argent, il joue le rôle principal de Séverin au Festival de Saint-Céré et en tournée au Centre dramatique de Bourgogne à Dijon et au Théâtre Silvia Monfort à Paris avec Francine Bergé et Michel Fau.
Il chante également dans l'opérette Dédé d'Henri Christiné au Théâtre Montfort avec Dalila Khatir et Michel Fau.
En 2001, il monte Graine d’Ananar : un spectacle sur les premières années de la carrière de Léo Ferré.
Il collabore avec des interprètes comme Serenad Uyar, Eric Vignau, Flore Boixel, Sandrine Montcoudiol, Christophe Lacassagne ou Dalila Khatir.
À sa carrière d’interprète, s'ajoute une vingtaine de mises en scène d'opéras dont Les Dialogues des Carmélites de Poulenc, Les Caprices de Marianne d’Henri Sauguet et Le Vaisseau fantôme de Richard Wagner.
En 2015, il interprète et met en scène en duo avec Olivier Desbordes L’Opéra de Quat’sous avec Nicole Croisille et Samuel Theis.

## Spectacles

### Metteur en scène[3]
- 2023 :  La Flûte enchantée de Mozart . Opéra de Reims, Festival Opéra des Landes 2024
- 2022 : Cosi fan tutte  de Mozart   Coproduction Opéra de Massy et Clermont Auvergne Opéra, Tournée Opéra éclaté
- 2020 : Cavalleria rusticana de Pietro Mascagni, l’Opéra Grand Avignon[4]. Tournée nationale avec Opéra éclaté
- 2020 : Pagliacci de Ruggero Leoncavallo, Tournée nationale.
- 2019 : Les Pêcheurs de perles de Georges Bizet, Opéra de Pforzheim, Opéra de Vichy, Opéra de Clermont-Ferrand et le Festival de Saint-Céré.
- 2018 : Véronique de André Messager, Théâtre municipal de Castres.
- 2017 : Les Noces de Figaro de Mozart, Opéra de Clermont-Ferrand, le Festival de Saint-Céré et tournée nationale.
- 2015 : L'Opéra de quat'sous de Kurt Weill, Tournée nationale avec Opéra éclaté.
- 2013 : Don Giovanni de Mozart, Festival de Saint-Céré, Tournée nationale avec Opéra éclaté.
- 2012 : Dialogues des carmélites de Francis Poulenc, Opéra de Massy.
- 2010 : Eugène Onéguine de Tchaïkovski, Opéra de Fribourg.
- 2009 : La Flûte enchantée de Mozart, Festival de Saint-Céré.
- 2008 : Aida de Verdi, Auditorium Duo Dijon.
- 2008 : Macbeth de Verdi, Auditorium Duo Dijon.
- 2008 : Fortunio d'André Messager, Opéra de Fribourg.
- 2007 : Le Vaisseau fantôme de Richard Wagner, Auditorium Duo Dijon.
- 2007 : Les Caprices de Marianne d’Henri Sauguet, Opéra de Dijon, Festival de Saint-Céré.
- 2005 : Dialogues des carmélites de Francis Poulenc, Auditorium Duo Dijon.
- 2003 : L'Opéra de quat'sous de Bertolt Brecht et Kurt Weill (co-metteur en scène Olivier Desbordes) théâtre Silvia-Monfort.
- 2003 : Le Tour d'écrou de Benjamin Britten, Opéra de Dijon, théâtre Silvia-Monfort.

### Interprète
- 2024 : Poète...vos papiers ! (Léo Ferré et les poètes) avec Jean-Marc Padovani : arrangements et sax, Alain Bruel et Julien Duthu

- 2023 : Tout le Monde il est ...Jean Yanne avec Anne Cadilhac , mise en scène Yann de Monterno.

- 2021 : Éric&Ric : Duo, conception Éric Perez et Éric Vignau
- 2021 : Music-hall !, mise en scène Olivier Desbordes
- 2020 : C'est beau… Ferrat, conception Éric Perez , arrangements et saxophone: Jean-Marc Padovani et Alain Bruel accordéon
- 2020 : Aragon en chansons, mise en scène Benjamin Moreau. Piano : Manuel Peskine
- 2020 : La Croisille s'amuse, aux côtés de Nicole Croisille et Manuel Peskine[5]
- 2019 : María de Buenos-Aires , rôle du Narrateur.
- 2018 : Guinguette Front Populaire, Tournée nationale.
- 2016 : Mon cinéma en chanson, avec Manuel Peskine  au piano, Tournée nationale.
- 2015 : Délire à deux / Par la fenêtre d’Eugène Ionesco, mise en scène Olivier Desbordes
- 2015 : L'Opéra de quat'sous de Bertolt Brecht et Kurt Weil , rôle de  Mackie. Mise en scène: Eric Perez et Olivier Desbordes .
- 2014 : Cabaret de Joe Masteroff, Fred Ebb, John Kander . rôle du Maitre de cérémonie. mise en scène Olivier Desbordes. Coproduction : Folies Lyriques de Montpellier - Festival de théâtre de Figeac - Opéra Éclaté
- 2013 : Le Malentendu d'Albert Camus avec Francine Bergé et Farida Rahouadj, mise en scène Olivier Desbordes[6], Festival de Figeac - Tournée nationale.
- 2012 : Récital Apollinaire - Poulenc
- 2011 : Aragon, paroles et musique (Récital de chansons et texte) Pianiste : Roger Pouly
- 2010 : Jeu de Massacre avec le groupe Triphase
- 2009 : Récital Kurt Weill
- 2009 : Es liegt in der Luft (de) (Revue Berlinoise) de Mischa Spoliansky et Marcellus Schiffer (de), mise en scène Olivier Desbordes
- 2008 : Tangos (tangos français et argentins)
- 2008 : La Belle de Cadix. rôle de Dany Clair ,mise en scène Olivier Desbordes
- 2007 : Madame Butterfly, rôle de Yamadori . mise en scène Michel Fau
- 2005 : Orphée aux Enfers d’Offenbach. rôle de Jupiter . Mise en scène Régis Santon
- 2004 : Music hall (Cabaret interlope) mise en scène Olivier Desbordes
- 2003 : L'Histoire du soldat, Opéra de Paris direction: Jean François Verdier
- 2003 : Café chantant (chansons méditerranéennes)
- 2001 : Graine d’Ananar (chansons de Léo Ferré) Pianiste:  Roger Pouly
- 2000 : Spectacle de chansons franco-marocaines Marrakech (centre culturel français)
- 1999-2000 : Der Silbersee de Kurt Weill et Georg Kaiser, rôle de Severin . Mise en scène d’Olivier Desbordes
- 1999 : Chantons, dansons, garçons, mise en scène de Jean Gillibert
- 1998 : Le Médecin malgré lui de Molière, mise en scène de Patrick Abéjean
- 1997-1998 : La Belle Hélène de Jacques Offenbach, mise en scène d’Olivier Desbordes
- 1996 : Voyage à Saint Germain . Piano: Roger Pouly (Spectacle de chansons françaises)
- 1996 : Le Contrat de mariage de Rossini, mise en scène de Vincent Vittoz
- 1995-1996 : La Grande-duchesse de Gérolstein de Jacques Offenbach, mise en scène d’Olivier Desbordes
- 1994 : Music-Hall ou la Fête continue
- 1993 : Madame l'archiduc de Jacques Offenbach, mise en scène de Fréderic Pinot et Bernard Pisani
- 1992 : Dédé de Henri Christiné et Willemetz, mise en scène d’Olivier Desbordes
- 1991 : Don Quichotte de Massenet, mise en scène d’Ariel García Valdès
- 1989 : La Vie parisienne d’Offenbach
- 1989 : L'Opéra de quat'sous, mise en scène d'Olivier Desbordes
- 1988 : L'Amour masqué de Sacha Guitry et André Messager, Rôle du Baron d’Agnot
- 1987 : La Périchole d’Offenbach, mise en scène d'Olivier Desbordes

## Discographie
Stravinsky : L'histoire du soldat de Stravinsky, avec Geneviève Page et Michel Fau. Interprétation musicale de Gilbert Audin, Jean-François Verdier, Thierry Barbé, Pascal Clarhaut, Agnès Crépel, Olivier Debresse, Jérôme Julien-Laferrière, Yves Favre, Gérard Perotin, Arion, 2004.